# Mario García (vattenpolospelare)
Mario José García Rodríguez, född 15 juli 1983 i Madrid, är en spansk vattenpolospelare. Han ingick i Spaniens landslag vid olympiska sommarspelen 2008 och 2012. 
García gjorde två mål i herrarnas turnering i vattenpolo vid olympiska sommarspelen 2012.
García tog VM-silver i samband med världsmästerskapen i simsport 2009 i Rom.